# La dictadura perfecta
La dictadura perfecta és una pel·lícula mexicana de 2014 del gènere comèdia i sàtira política. Va ser dirigida i produïda per Luis Estrada i el guió original va ser escrit pel mateix Estrada en col·laboració amb Jaime Sampietro. Compta amb un repartiment coral, protagonitzada per Damián Alcázar, Alfonso Herrera, María Rojo, Joaquín Cosío, Silvia Navarro, Salvador Sánchez i Osvaldo Benavides.
La pel·lícula va reflectir una oberta crítica al govern de Enrique Peña Nieto, president de Mèxic durant l'estrena d'aquesta, així com a la xarxa de corrupció que va establir amb Televisa, l'empresa de mitjans de comunicació més gran en el continent americà.
La cinta fou elegida per l'Academia Mexicana de Artes y Ciencias Cinematográficas (AMACC), per a representar a Mèxic en el lliurament XXIX dels Premis Goya 2015, en la categoria de Millor pel·lícula iberoamericana.

## Argument
Quan el president de la república comenta que els mexicans són millors que «els negres» en la recepció de les cartes credencials de l'ambaixador Ford dels Estats Units, i al seu torn causa furor en poques hores en les xarxes socials, sent objecte de burles així com memes i sàtires en tots els mitjans d'expressió possibles, aquest envia un missatge a Televisió Mexicana (TV MX) demanant que desviïn l'atenció del públic d'aquest error. Així, TV MX llança un vídeo que involucra crims del governador Carmelo Vargas en el noticiari estel·lar 24hrs en 30min conduït pel cèlebre Javier Pérez Harris. Intentant que la seva imatge no es vegi perjudicada per aquests escàndols, el governador Vargas decideix negociar amb la televisora per netejar la seva imatge i ser convertit en una estrella política.
Carlos Rojo, productor de notícies de TV MX, i Ricardo Díaz, reporter estrella del canal, són enviats a l'Estat on governa Carmelo Vargas per a realitzar una sèrie de reportatges en els quals es mostrin les bones obres que ha realitzat en els seus anys de govern (no sense abans ser rebuts per un grup de narcotraficants amb qui es presumeix estan relacionats, pacificant tot demanen fins i tot la foto amb el reporter estrella). Aquí, Carlos Rojo es trobarà amb el diputat Agustín Morales, el líder de l'oposició, qui decideix davant el Congrés Estatal demanar la renúncia de Vargas. No obstant això, després de rebre un atemptat en el qual gairebé perd la vida dins del mateix Congrés, Carlos Rojo i el gabinet decideixen buscar una notícia que serveixi per a distreure a la gent d'aquest esdeveniment, i que alhora s'identifiqui amb ella.
Ana i Elena Garza, dues petites bessones són segrestades davant el descuit del seu nana. La informació arriba al Procurador de Justícia de l'Estat, on l'equip de TV MX decideix aprofitar-se d'aquesta situació per a mantenir aquesta notícia a l'aire amb un continu seguiment durant diversos dies. El governador comença a organitzar operatius de cerca fingint interès per la situació. A més, Carlos Rojo obliga a Lucía i Salvador Garza a signar un contracte d'exclusivitat per a TV MX on accepten que només podran ser entrevistats per aquesta televisora. Mentre avancen els dies, la població del país és conquistada per aquesta notícia, convertida en nacional, que juntament amb la telenovel·la estel·lar Los Pobres también Aman, aconsegueix distreure a la població que no s'imagina tota la sèrie d'injustícies que es cometen per a poder mantenir aquest pla en peus.
El diputat Morals, ja gairebé recuperat és citat una nit pel portaveu i fillol del Governador Vargas per a lliurar-li els contractes que té TV MX amb el governador, per la qual cosa el diputat es reuneix amb Carlos per a reclamar-li sobre el succeït i demanar-li 10 minuts en el noticiari de Pérez Harris per a presentar més proves contra Vargas, Carlos, preocupat i confós, li comunica al seu cap José Hartmann sobre el succeït, est li diu que li confirmi al diputat de la seva participació en el noticiari, Vargas s'assabenta que el seu fillol va ser qui donava les proves en contra seva, per la qual cosa l'assassina davant de Carlos. En el noticiari havien inventat un escàndol de violació i corrupció de menors per part del diputat Morals per a danyar la seva imatge, el diputat sent víctima de tal calúmnia s'enfureix i és tret de l'estudi, més tard és assassinat (Fent-ho semblar un suïcidi) a la seva habitació de l'hotel en el qual estava allotjat mentre cap a twitcam per a donar testimoniatge de la corrupció de TV MX.
Quan un testimoni comenta que reconeix als segrestadors de les nenes, TV MX canvia la seva estratègia; Pérez Harris, demana en el seu noticiari a nom de Televisió Mexicana, i de la fundació "Sí que se puede", al fet que s'enviïn donatius per a aconseguir recaptar el milió de dòlars que demanen els segrestadors com a rescat. Quan les nenes són lliurades a la policia per Donya Chole, una còmplice dels segrestadors, i els pares es neguen a ser gravats i entrevistats, donant com a resultat la falta d'un final, es realitza un muntatge on es fingeix el rescat de les nenes com si es tractés d'un operatiu, la farsa resulta ser un èxit desviant l'atenció de les fallades anteriors. Així Carmelo Vargas és aclamat pel públic i la família Garza avala el seu suport. Mentrestant el president de la república és entrevistat en viu per Pérez Harris sobre l'augment dels preus de la canastra bàsica, al que respon que ell no és «la senyora de la casa», com per a poder predir l'efecte que tindrà aquest augment. Evidentment el conductor del noticiari no pot evitar riure pel jocós i vergonyós de la situació motiu pel qual és tret del set en acabar el noticiari. Tot seguit després d'aquest episodi i un temps després es reestructura l'esquema de noticiaris de TV-MX quedant el reporter estrella a càrrec del noticiari mentre part del seu personal queda a càrrec d'altres tasques d'importància més encara en anar a comercials en TV MX es mostra un anunci de Celmex on s'indica que malgrat tot el poble es manté unit i un espot de l'ara candidat a la presidència Carmelo Vargas al costat de l'actriu de la mateixa telenovel·la qui va exercir com la potencial primera dama.
Dos anys després, Carmelo Vargas aconsegueix ser president de la república participant com a candidat de la coalició "Units per Mèxic" dels tres partits més importants del país, el Partit Revolucionari Institucional, el Partit Acció Nacional i el Partit de la Revolució Democràtica. Aquest pren possessió l’1 de desembre de 2018, sent ara president pels pròxims 6 anys, i sent la primera dama, Gessamí, l'actriu estrella de TV MX. La família Garza surt en el programa TV MX, i anuncia la signatura del contracte perquè les seves bessones surtin en la pròxima telenovel·la estel·lar.

## Repartiment
- Damián Alcázar com governador Carmelo Vargas.
- Alfonso Herrera com Carlos Rojo, el Productor.
- Joaquín Cosío com Diputat Agustín Morales, líder de l’oposició.
- Osvaldo Benavides com Ricardo Díaz, reporter estrella de TV MX.
- Silvia Navarro com Lucía de Garza.
- Flavio Medina com Salvador Garza.
- Saúl Lisazo com Javier Pérez Harris, conductor del noticiar 24hrs en 30min.
- Tony Dalton com José Hartmann, director de TV MX.
- Salvador Sánchez com General segrestador.
- Enrique Arreola com Secretari de govern
- Arath de la Torre com Portaveu del Governador Carmelo Vargas.
- Dagoberto Gama com el Procurador Gilberto Ochoa.
- Noé Hernández com Cap de seguretat de l'estat de Durango.
- Sonia Couoh com la nana Juana Casimiro.
- María Rojo com a Donya Chole.
- Luis Fernando Peña com El Chamoy.
- Gustavo Sánchez Parra com El Charro.
- Sergio Mayer com a President de Mèxic.
- Hernán Mendoza com El Mazacote.
- Livia Brito com Jazmín, protagonista de Los pobres también Aman.
- Itatí Cantoral com Lucrecia, antagonista de Los pobres también Aman.
- Jorge Poza com Rafael Lascurain, protagonista de Los pobres también Aman.
- Kiara Coussirat com bessona Ana.
- Karol Coussirat como Bessona Elena.
- Roger Cudney com l'Ambaixador Ford.
- Ingrid Martz com a Secretària de vicepresidència de TV MX.
- Johanna Murillo com a Secretària de direcció de TV MX.
- Javier Escobar com El Mapache.
- Sophie Alexander-Katz com Laura Cárdenas, reportera de TV MX.
- José Concepción Macías com a Testimoni.
- Claudia Pineda com a Nena sense rostre.
- Ernesto Gómez Cruz com a Senyor humil.
- Juan Pablo Medina com a Nuvi.
- Jorge Zárate com a Coronel.
- Guillermo Larrea com a Reporter de l'escàndol 1.
- Juan Martín Jáuregui com a Reporter de l'escàndol 2.
- Javier Zaragoza com a Camerògraf.
- Rubén Camelo com a Enginyer màster.
- Tomás Rojas com a Analista.
- Ari Gallegos com a Col·laborador de l'opositor.
- Luciana González De Leó com a Reportera de l'escàndol 3.
- Tony Flores com Tony Cuevas.
- Humberto Busto com a Encarregat de l'hotel.
- Pedro Armendáriz Jr. com a Don Alejandro.

## Relació amb aspectes reals de la història mexicana
Contractes entre Televisa i el PRI-PVEM: Després dels videoescàndols, Carmelo Vargas sol·licita ajuda a Televisió Mexicana (TV MX) per a netejar la seva imatge i buscar la presidència de la república. Els corresponents contractes d'aquest acord es filtren, i el diputat Agustín Morales intenta que es donin a conèixer. En la realitat es van donar a conèixer els contractes que Televisa tenia per a treballar a favor del candidat Enrique Peña Nieto. Aquests van ser escanejats i presentats en el periòdic anglès The Guardian.
Cas Paulette Gebara Farah: Durant el film, en l'escena on el diputat Agustín Morales sofreix un atemptat, TV MX decideix utilitzar el segrest de les filles del matrimoni Garza com a cortina de fum, donant una cobertura total a 24hrs en 30min, per a tapar aquest cas i altres delictes del governador Vargas. Això té cert paral·lelisme amb el cas de la nena Paulette, que va ser un fet periodístic amb bastants buits durant el procés judicial i amb un veredicte poc creïble. Igual que el seu homòleg fílmic, el procés va tenir un seguiment continu per part de l'empresa Televisa. Al film, se'l coneix a aquest procés com "La Caija China".
«La senyora de la casa» En una entrevista al president en el film, se li pregunta sobre la importància dels canvis econòmics i com afectarien la població mexicana, contestant que ell no era la senyora de la casa. Durant la seva campanya electoral, Enrique Peña Nieto va contestar el mateix quan se li va preguntar sobre la canastra bàsica. Aquest comentari va ser objecte de burles i indignació en xarxes socials, degut tant a la connotació masclista com a la ignorància reflectida.
Fernández Noroña increpa a panistes: Durant el film el diputat Agustín Morales es presenta en el congrés de l'estat sol·licitant la renúncia del governador Vargas, mentre hi ha empentes i crits per part dels seus col·legues polítics. En diverses participacions que va tenir en la cambra baixa, Fernández Noroña va criticar Calderón i a diversos diputats panistes. En diverses compareixences se senten crits i esbroncs de l'oposició.
Angélica Rivera:  Per a poder completar els diners del rescat de les filles de la família Garsa, el governador li demana un favor al productor en secret. Gairebé al final de la pel·lícula, veiem al governador Vargas en la seva campanya electoral rumb a la presidència de la república, acompanyat de Jazmín, l'estrella de la telenovel·la Los pobres también Aman (i amb qui té una relació amorosa amb el productor Carlos Rojo, gairebé al principi de la pel·lícula), on pel que sembla, tots dos ja es troben casats. Això reflecteix la imatge de l'actriu Angélica Rivera, primer amb el seu matrimoni amb el productor Jose Alberto Castro, i posteriorment amb el seu segon matrimoni que sosté amb el president Enrique Peña Nieto.
Videoescàndols: En la pel·lícula s'observa al governador Carmelo Vargas rebent diners de "el Mazacote", un presumpte narcotraficant. Això té paral·lelisme amb el vídeo que va ser presentat en El mañanero el 23 de març de 2004, on s'aprecia a René Bejarano, rebent feixos de bitllets en un maletí per part de l'empresari argentí Carlos Ahumada.
«Ya ni los negros»: Aquesta frase va ser usada per Vicente Fox Quesada durant el seu govern. Igual que en el film, va causar renou al considerés com un comentari racista.
Cas Florence Cassez:  En arribar l'assumpte del segrest de les nenes Garza a un fi anticlimàtic que no esperava Carlos Rojo, el productor de TV MX, els executius de la cadena decideixen muntar un rescat, amb tocs de cinta d'acció, usant elements de la policia federal per a elevar l'audiència que els faltava i poder tancar aquest tema de manera reeixida. Aquesta escena reflecteix l'esdeveniment en què el govern va decidir fer un muntatge d'un operatiu que va atrapar a una banda de segrestadors on estava involucrada la ciutadana francesa Florence Cassez, radicada a Mèxic en 2005. Quan es va descobrir aquest muntatge en 2013, els segrestadors van ser alliberats per l'evident manipulació de proves del govern mexicà.
«Un altre perill per Mèxic» Després d'una visita que va fer el diputat Agustín Morales al productor Carlos Rojo per a fer-li lliurament de material multimèdia que posa en evidència els crims planejats pel governador Carmelo Vargas, Carlos Rojo diu en veu baixa "Un altre perill per Mèxic". Andrés Manuel López Obrador, en la seva condició de candidat a la presidència de Mèxic l'any 2006, va ser constantment i públicament qualificat com "Un perill per a Mèxic" pels polítics adeptes al PAN a causa de les seves obertes intencions de fer modificacions radicals en matèria política, econòmica i social del país, en cas de guanyar la presidència.
Catolicisme:  Al final de la pel·lícula, quan el president torna a fer el ridícul en el noticiari, el programa de l'endemà anuncia la visita del Papa Francesc a Mèxic per poder ocultar el ridícul causat. Regularment les visites papals a Mèxic sempre són seguides per les televisores en la seva completa totalitat, apel·lant a la forta devoció del poble mexicà. Coincidentment, el Papa Francesc va visitar Mèxic l'any 2016.

## Relació amb altres pel·lícules d'Estrada
La pel·lícula pertany a una tetralogia de pel·lícules d'Estrada sobre el govern mexicà, totes en manera de sàtira reflectint la corrupció per part del govern cap al poble mexicà. La tetralogia va començar en 1999 amb el film La ley de Herodes, que parla de la corrupció durant el llarg mandat del PRI. P on es mostra com el govern fingeix una millora en la situació de Mèxic. En 2010 se'ls va unir El infierno, en la qual es parla del narcotràfic, el crim organitzat i la corrupció que afecten fortament el país. En 2014 la tetralogia es va veure finalitzada amb La dictadura perfecta, sobre com una televisora pot controlar al govern i al poble de Mèxic.
Cal esmentar que en les quatre cintes el protagonista va ser l'actor Damián Alcázar. També hi ha alguns actors que han aparegut en dos o més de les pel·lícules. Com a col·laborador, Estrada també compta amb Bandidos Films, que ha produït totes les pel·lícules.
El film guarda relació amb La ley de Herodes, pel fet que tots dos protagonistes comparteixen el cognom Vargas (Juan Vargas a La ley de Herodesi Carmelo Vargas en aquesta), la qual cosa pogués interpretar-se com algun parentiu familiar entre aquests personatges, en tots dos casos interpretats per l'actor Damián Alcázar.

## Màrqueting
El 20 d'agost va ser estrenat el tràiler de la pel·lícula. E En la pàgina oficial de Twitter de la pel·lícula, l'11 d'octubre va ser llançada una imatge en la qual Damián Alcázar es mostra en la portada de la revista Time amb la llegenda "Saving Mexico Again" fent paròdia a la publicació on apareixia el llavors president de Mèxic.

## Producció
La pel·lícula està produïda per Bandidos Films, freqüent col·laboradora del director Estrada. En la cerca de socis i finançament van ser rebutjats per FOPROCINE. No obstant això van trobar finançament per part d’EFICINE (realitzada amb l'estímul fiscal de l'art. 226 de la LISR), FIDECINE (amb una suma menor al sol·licitat), Estudios Churubusco, Govern de l'Estat de Durango i UNAM. Quant a la distribució, aquesta anava a estar a càrrec de Videocine, no obstant això a final de comptes van decidir retirar-se, per la qual cosa, finalment va passar a les mans de Bandidos Films i Alfhaville Cinema.
Els escriptors van treballar en el guió al llarg d'un any, fins que a mitjan any 2012 van donar per conclosa la primera etapa d'escriptura i la productora es va dedicar a la cerca de socis i finançament. La preparació de la pel·lícula va iniciar al gener de 2013 i es va prolongar al llarg de quatre mesos en el que seria la cerca d'actors i un equip darrere de càmera.
El rodatge de la pel·lícula va tenir una durada de 10 setmanes iniciant el 7 d'abril de 2013 a la ciutat de Durango concloent a la ciutat de Mèxic en locaciones com la Universitat Nacional i en fòrums dels Estudios Churubusco. La filmació es va dur a terme en format digital 2K, amb càmeres Arri Alexa. Finalment, la pel·lícula va quedar acabada al març de 2014. Es va estrenar el 16 d'octubre en mil cinc-centes sales de cinema de tot el país.

### Títol
El títol La dictadura perfecta es desprèn d'una frase que l'escriptor peruà Mario Vargas Llosa va usar per a descriure el govern del Partit Revolucionari Institucional a Mèxic: «Jo no crec que es pugui exonerar a Mèxic d'aquesta tradició de dictadures llatinoamericanes (…) Mèxic és la dictadura perfecta. La dictadura perfecta no és el comunisme. No és l'URSS. No és Fidel Castro. La dictadura perfecta és Mèxic (…) Té la permanència, no d'un home, però sí d'un partit que és inamovible.»